# Muzej razdelitve
Muzej razdelitve je javni muzej v mestni hiši Amritsarja v Pandžabu v Indiji. Cilj muzeja je postati osrednje skladišče zgodb, materialov in dokumentov, povezanih z nemiri po delitvi, ki so sledili delitvi Britanske Indije na dva neodvisna dominiona: Indijo in Pakistan. Muzej se osredotoča tudi na zgodovino »protikolonialnega gibanja, pokola v Džallianwala Baghu, incidenta v Komagata Maruju, Vseindijske muslimanske lige in Indijskega nacionalnega kongresa ter potovanja odpornosti in okrevanja za ženske«. Stavba, v kateri se nahaja muzej v Amritsarju, je bila tudi »nekoč britanski sedež in zapor«. Muzej je bil slovesno odprt 25. avgusta 2017.

## Zgodovina
Leta 1947 je bila Britanska Indija razdeljena na Indijo in Pakistan. Ločilne črte, ki jih je na zemljevid zarisal britanski pravnik Cyril Radcliffe, so provinci Pandžab in Bengalija razdelile na dva dela na podlagi vere. Zaradi tega se je na milijone ljudi čez noč znašlo na napačni strani meje. Po različnih ocenah je bilo v nemirih, ki so sledili delitvi med avgustom 1947 in januarjem 1948, ubitih več kot 800.000 muslimanov, hindujcev in sikhov. Poleg tega je več kot 1.400.000 ljudi postalo beguncev.
Vlada Pandžaba je ustanovila ta muzej s Skladom za umetnost in kulturno dediščino Združenega kraljestva kot način za obeležitev tistih, ki jih je prizadela delitev. Zato muzej dokumentira katastrofalno zgodovino migracij, izgube življenj in sredstev za preživetje s pričevanji preživelih prve generacije delitve in njihovih življenjskih izkušenj.
Na podlagi obsežnih ustnih pričevanj posameznikov, ki so bili priče delitvi, izkušenj njihovih družinskih članov in materialnih spominov (različni predmeti, s katerimi so posamezniki uspeli migrirati – naj gre za nakit, oblačila ali kuhinjske pripomočke), muzej ponuja podlago za mlajše generacije, da spoznajo posledice tega, kar je bilo poimenovano kot eden od kataklizmičnih dogodkov v novejši zgodovini Indijske podceline. Muzej deluje kot opomnik ne le na milijone posameznikov, ki so izgubili življenje zaradi nasilja kot posledice delitve Indije, ampak tudi kot opomnik na odpornost, saj so številni posamezniki kljub temu, da so se znašli v zahtevnih okoliščinah, spremenili svoja življenja in prispevali k svoje poti do cilja izgradnje države.
Mallika Ahluwalia, poslovodna skrbnica in soustanoviteljica muzeja, je v svoji knjigi z naslovom Divided by Partition, United by Resilience: 21 Inspirational Stories from 1947 (2018) dokumentirala nekatere pomembne zgodbe posameznikov.

## Zbirke
Muzej je razdeljen na štirinajst galerij: Zakaj Amritsar?, Pandžab, Odpor (1900-1929), Vzpon (1930-1945), Razlike (1946), Preludij v razdelitev, Ločnice, Neodvisnost, Meje, Migracije, Delitve, Zatočišče in upanje. S strukturo »linearne in kronološke pripovedi« muzej poskuša zagotoviti zgodovino razdelitve in zakaj je do nje prišlo. Pri tem se muzej osredotoča na perspektive ljudi in njihove izkušnje preživljanja tistega zgodovinskega časa. Te galerije obsegajo »pripovedi o ustni zgodovini, biografije predmetov, fotografije, glasbo in zvok, sodobna umetniška dela in različne edinstvene eksponate, kot so zaporniška celica, železniški peron, hiša v nemirih, kovinska žaga, vodnjak, viseči transparenti, begunski šotor, in drevo upanja (papirnati listi na bodeči žici, participativna instalacija)«.